# Comanthus novaezealandiae
Comanthus novaezealandiae is een haarster uit de familie Comatulidae.
De wetenschappelijke naam van de soort werd in 1931 gepubliceerd door Austin Hobart Clark.